# Tengwar
Tengwar er et alfabet opfundet af forfatteren J.R.R. Tolkien (som skrev bl.a. Hobbitten og Ringenes Herre). Tengwar bruges til at skrive Tolkiens opfundne elversprog, heriblandt quenya og sindarin. Quenya er et ceremonielt sprog (som latin bruges i den katolske kirke i vore dage) medens Sindarin er hverdags-elvisk. Tengwar skrives fra venstre mod højre i vandrette linjer. Tal er desuden skrevet "baglæns", således at fx 120454 ville skrives 454021.

## Bogstaver
Tengwar består af to slags "bogstaver", tengwa og tehtar. Tengwa svarer til konsonanter, heraf er følgende;

### Sindarin Tengwa
tinco – t,
parma – p,
calma – ch,
quesse – c/k,
ando – d,
umbar – b,
anga – j,
ungwe – g,
thúle – th/ð,
formen – f,
harma – sh,
hwesta – kh,
anto – dh/þ,
ampa – v,
anca – zh,
unque – gh,
númen – n,
ngoldo/ñoldo – ñ/ny (nj),
óre – r (bruges kun i slutningen af et ord),
vala – w,
ngwalme – ng,
wilya – ? (ukendt betydning, muligvis w eller x),
rómen – r (inde i et ord),
arda – rh,
lambe – l,
alda – lh,
silme – s,
silme nuquerna – s (baglæns),
áse, áze eller esse – ss,
áze nuquerna – ss (baglæns),
hyarmen – h,
hwesta sindarinwa – hw,
halla – h (bruges meget sjældent)

### Quenya Tengwa
tinco – t,
parma – p,
calma – c/k,
quesse – kw,
ando – nd,
umbar – mb,
anga – ng,
ungwe – ngw,
thúle eller súle – th/ð eller s,
formen – f,
harma eller aha – kh,
hwesta – khw,
anto – nt,
ampa – mp,
anca – nk,
unque – nkw,
númen – n,
noldo/ñoldo – ñ/n (nj),
óre – r (bruges kun før en konsonant eller i slutningen af et ord),
vala – v,
nwalme – nw,
wilya eller vilya – w/v,
rómen – r (bruges kun inden en vokal),
arda – rd,
lambe – l,
alda – ld,
silme – s,
silme nuquerna – s (baglæns),
áse, áze eller esse – ss,
áze nuquerna – ss (baglæns),
hyarmen – h,
halla – h (sjældent i brug)

### Begge sprog
Ydermere er der yanta (y), anna (y) og úre (w/o) – disse bruges til at skabe diftonger med disse bogstaver;

## Tehtar (vokaler)
Vokaler skrives over konsonanterne, reglerne for disse varierer;
I Quenya skrives den givne vokal over den forrige konsonant, fx parma – hvilket betyder "bog" – skrives altså prm – over p skrives det første a, det andet over m
I Sindarin skrives vokalen over den næste vokal, således at parma ("bog") staves således:
prm – det første a skrives over r og det sidste a skrives over en såkaldt bærer. En bærer er et stumt "bogstav", der kan være kort eller lang altefter hvorvidt vokalen er lang eller kort.
Ovenstående tengwar/tehtar-hybrider yanta, anna og úre bruges som sagt i diftonger. yanta kan bruges som både e, i og y, herover skrives den ønskede vokal således at værdien i fx yanta sammen med et a over samme vil give ordlyde "ai" (gælder både Q og S)